# Le Thuit-Simer
Le Thuit-Simer era una comuna francesa situada en el departamento de Eure, de la región de Normandía, que el 1 de enero de 2016 pasó a ser una comuna delegada de la comuna nueva de Le Thuit-de-l'Oison al fusionarse con las comunas de Le Thuit-Anger y Le Thuit-Signol.

## Demografía
| Gráfica de evolución demográfica de Le Thuit-Simer entre 1800 y 2013 |
|                                                                      |

Los datos demográficos contemplados en este gráfico de la comuna de Le Thuit-Simer se han cogido de 1800 a 1999 de la página francesa EHESS/Cassini, y los demás datos de la página del INSEE.